# Recoropha pallidior
Recoropha pallidior är en fjärilsart som beskrevs av Rothschild 1913. Recoropha pallidior ingår i släktet Recoropha och familjen nattflyn. Inga underarter finns listade.